# Rosie Jones
Rosie Jones (* 19. července 1990) je britská glamour modelka ze Sunbury-on-Thames Middlesexu. Objevila se v řadě známých časopisů pro muže.

## Život
Rosie Jones je modelkou od roku 2008. Předtím navštěvovala St. Ignatius Catholic Primary School a St. Paul's Catholic College v Sunbury-on-Thames, kde studovala psychologii, divadelní vědy, mediální studia, kritické myšlení a obecná studia.
S modelingem začala v 17 letech, v 18 letech začala fotit akty. Po 18. roku věku se Rosie Jones stala Page 3 dívkou pro noviny The Sun. Modelkou na plný úvazek je zejména v „pánských“ časopisech, jako jsou Nuts, Loaded, FHM a Front apod.
V 19 letech „zazářila“ na titulní straně britského časopisu. Byla hlavním hostem Konami UK PES (Pro Evolution Soccer), který se konal v Old Trafford na domácí půdě Manchesteru United. Připojila se k agentuře Samantha Bond Modelling Agency.